# Xinyi Yuan

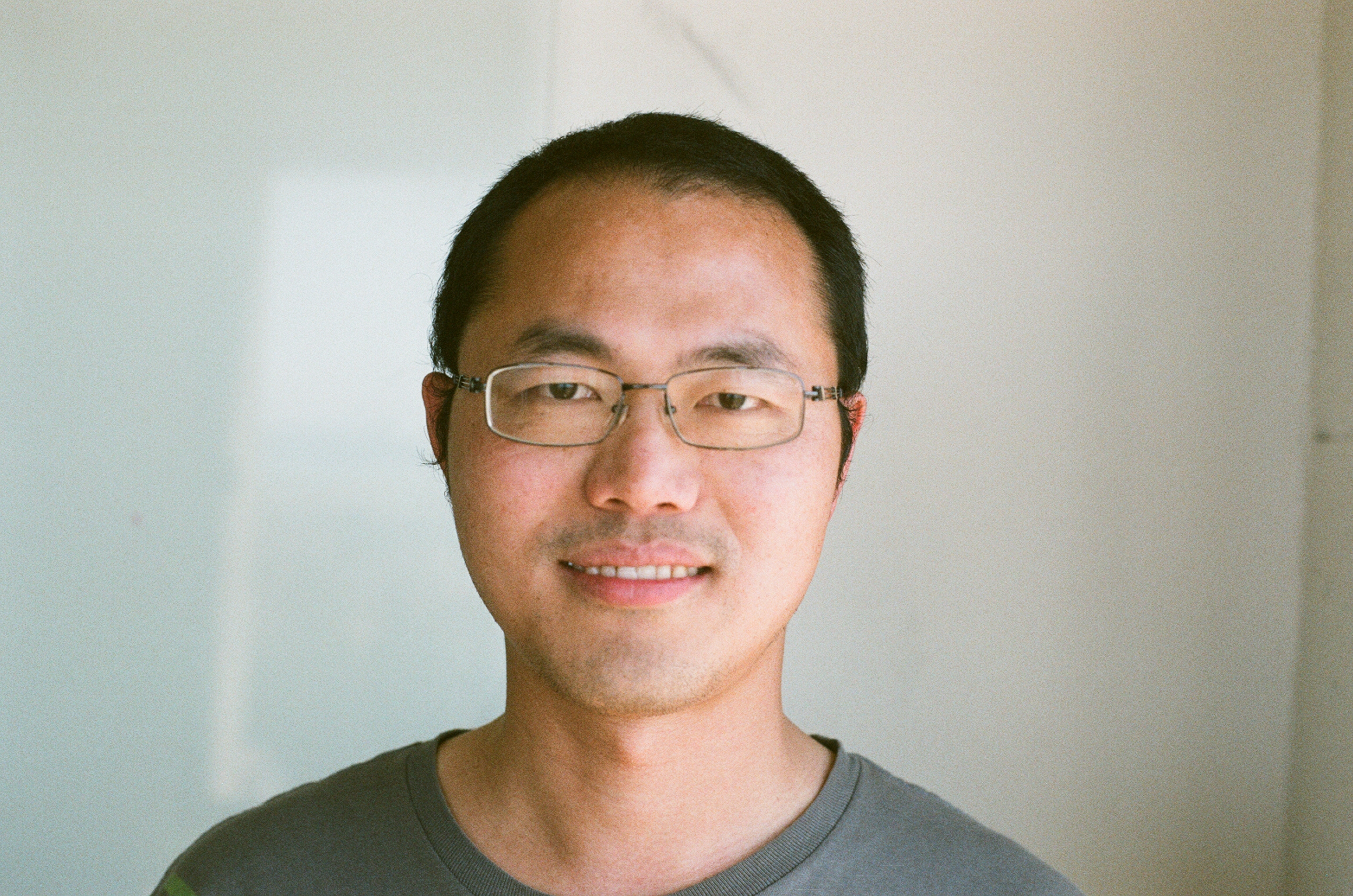
Xinyi Yuan 2017

Xinyi Yuan (chinesisch 袁新意, Pinyin Yuán Xīnyì; * 1981 bei Wuhan) ist ein chinesischer Mathematiker.
Yuan ging in Huanggang (Huanggang High School) zur Schule und erhielt 2000 die Goldmedaille auf der Internationalen Mathematikolympiade. Er studierte ab 2000 Mathematik an der Universität Peking mit dem Bachelor-Abschluss 2003 und wurde 2008 an der Columbia University bei Shou-Wu Zhang promoviert (Equidistribution Theory over Algebraic Dynamical Systems). Als Post-Doktorand war er am Institute for Advanced Study und 2009/10 an der Harvard University. 2010/11 war er Ritt Assistant Professor an der Columbia University. Ab 2012 war er Assistant Professor und ab 2018 Associate Professor an der University of California, Berkeley.
Er befasst sich mit arithmetischer Geometrie, speziell Arakelow-Geometrie, algebraischer Dynamik, Shimura-Varietäten, automorphen Formen und diophantischen Gleichungen, und arbeitet eng mit den chinesischen Mathematikern Zhang Wei, Xinwen Zhu und Zhiwei Yun zusammen (Zhang Wei ist ein Kommilitone aus Peking und promovierte ebenso bei Shou-Wu Zhang) im Langlands-Programm. In seiner Dissertation bewies er ein arithmetisches Analogon eines Satzes von Yum-Tong Siu, das unter anderem den Beweis eines Gleichverteilungssatzes für Bahnen der absoluten Galois-Gruppe zur Folge hat. Mit Zhang Wei und Shou-Wu Zhang bewies er Gross-Zagier-Formeln für quaternionische Shimura-Kurven über total-reellen Zahlkörpern.
Mit Shou-Wu Zhang bewies er die gemittelte Colmez-Vermutung (nach Pierre Colmez). Sie drückt die Faltings-Höhe von abelschen Varietäten mit komplexer Multiplikation als lineare Kombination von logarithmischen Ableitungen von Artin L-Funktionen aus. Sie impliziert nach Jacob Tsimerman die André-Oort-Vermutung für prinzipal-polarisierte abelsche Varietäten.
2008 bis 2013 war er Clay Research Fellow.

## Schriften
- Big Line Bundles over Arithmetic Varieties, Inventiones mathematicae, Band 173, 2008, S. 603–649. Arxiv
- On Volumes of Arithmetic Line Bundles, Compositio Mathematica, Band 145, 2009, S. 1447–1464. Arxiv, Teil 2, Arxiv
- mit Zhang Wei, Shou-Wu Zhang: The Gross–Kohnen–Zagier theorem over totally real fields, Compositio Mathematica, Band 145, 2009, S. 1147–1162,
- mit Zhang Wei, Shou-Wu Zhang: The Gross–Zagier formula on Shimura curves,  Annals of Mathematics Studies 184, Princeton University Press, 2012.
- Algebraic Dynamics, Canonical Heights and Arakelov Geometry, 5th Int. Congress of Chinese Mathematicians, 2012, Teil 1–2, American Mathematical Society, S. 893–929.
- mit Tong Zhang: Effective Bound of Linear Series on Arithmetic Surfaces, Duke Mathematical Journal, Band 162, 2013, S. 1723–1770. Arxiv
- mit Tong Zhang: Noether inequality on fibered surfaces, Advances in Mathematics, Band 259, 2014, S. 89–115. Arxiv
- mit Shou-Wu Zhang: The arithmetic Hodge index theorem for adelic line bundles, Mathematische Annalen, Band, 2016, S.  1–49. Arxiv, Teil 2, Arxiv
- mit Zhang Wei, Shou-Wu Zhang: Triple product L-series and Gross–Kudla–Schoen cycles, Preprint.
- mit Ye Tian, Shou-Wu Zhang: Genus periods, genus points and congruent number problem, Asian J. Math., Band 21, 2017, S. 721–773, Arxiv
- mit Shou-Wu Zhang: On the averaged Colmez conjecture, Annals of Mathematics, Band 187, 2018, S. 553–638, Arxiv